# 兴华乡 (呼玛县)
兴华乡，是中华人民共和国黑龙江省大兴安岭地区呼玛县下辖的一个乡镇级行政单位。

## 行政区划
兴华乡下辖以下地区：
日升利村、新立村、兴华村、东山村、新民村和宋家店村。